# Liste du patrimoine mondial en Égypte
Cet article recense les sites inscrits au patrimoine mondial en Égypte.

## Statistiques
L'Égypte ratifie la Convention pour la protection du patrimoine mondial, culturel et naturel le 7 février 1974. Les premiers sites protégés sont inscrits en 1979.
En 2013, l'Égypte compte sept sites inscrits au patrimoine mondial, six culturels et un naturel.
Le pays a également soumis 34 sites à la liste indicative, 24 culturels, 7 naturels et 3 mixtes.

## Listes

### Patrimoine mondial
Les sites suivants sont inscrits au patrimoine mondial.
| Site                                                                 | Gouvernorat             | Type                             | Date | Superficie (ha) | Lien | Notes | Coordonnées | Illus. |
| -------------------------------------------------------------------- | ----------------------- | -------------------------------- | ---- | --------------- | ---- | --- | --- | ------ |
| Abou Mena                                                            | Alexandrie              | Culturel, (iv)                   | 1979 | 183             | 90   | En péril entre 2001 et 2025 | 30° 51′ 00″ nord, 29° 40′ 01″ est |        |
| Caire historique (Vieux-Caire et Caire islamique)                    | Le Caire                | Culturel, (i), (v), (vi)         | 1979 | 524             | 89   | 5 sites distincts : - Nécropole de Qait Bay (en) | 30° 00′ 25″ nord, 31° 13′ 59″ est 30° 01′ 44″ nord, 31° 14′ 56″ est 30° 00′ 43″ nord, 31° 15′ 29″ est 30° 01′ 19″ nord, 31° 15′ 07″ est 30° 02′ 38″ nord, 31° 16′ 30″ est |        |
| Memphis et sa nécropole, Les zones des pyramides de Gizeh à Dahchour | Le Caire                | Culturel, (i), (iii), (vi)       | 1979 | 16 359          | 86   | 2 sites distincts : - Site de Memphis - Champs de pyramide de Gizeh à Dahchour | 29° 58′ 34″ nord, 31° 07′ 48″ est |        |
| Monuments de Nubie d'Abou Simbel à Philæ                             | Assouan                 | Culturel, (i), (iii), (vi)       | 1979 | 374             | 88   | 10 sites distincts : - Abou Simbel - Amada - Ouadi-es-Seboua - Kalabchah - Philæ - Tombes de l'Ancien et du Moyen Empires - Ruines de la ville d'Éléphantine - Carrières de pierres et obélisque - Monastère de Saint-Siméon - Cimetière fatimide | 22° 20′ 13″ nord, 31° 37′ 34″ est 22° 43′ 52″ nord, 32° 15′ 43″ est 22° 47′ 35″ nord, 32° 32′ 42″ est 23° 57′ 40″ nord, 32° 52′ 01″ est 24° 01′ 19″ nord, 32° 53′ 20″ est 24° 06′ 11″ nord, 32° 53′ 20″ est 24° 05′ 06″ nord, 32° 53′ 10″ est 24° 04′ 34″ nord, 32° 53′ 42″ est 24° 05′ 42″ nord, 32° 52′ 34″ est 24° 04′ 41″ nord, 32° 53′ 31″ est |        |
| Thèbes antique et sa nécropole                                       | Louxor, Nouvelle-Vallée | Culturel, (i), (iii), (vi)       | 1979 | 7 390           | 87   | | 25° 43′ 59″ nord, 32° 36′ 00″ est |        |
| Wadi Al-Hitan (La vallée des Baleines)                               | Fayoum                  | Naturel, (viii)                  | 2005 | 20 015          | 1186 | | 29° 19′ 59″ nord, 30° 10′ 59″ est |        |
| Zone Sainte-Catherine                                                | Sinaï Sud               | Culturel, (i), (iii), (iv), (vi) | 2002 | 60 100          | 954  | | 28° 33′ 22″ nord, 33° 58′ 30″ est |        |

### Liste indicative
Les sites suivants sont inscrits sur la liste indicative.
| Site                                                                                | Gouvernorat                                   | Type                                                        | Date | Lien | Notes | Coordonnées | Illus. |
| ----------------------------------------------------------------------------------- | --------------------------------------------- | ----------------------------------------------------------- | ---- | ---- | --- | --- | ------ |
| Abydos, ville de pèlerinage des Pharaons                                            | Sohag                                         | Culturel (iv), (vi)                                         | 2003 | 1823 | | 26° 10′ 59″ nord, 31° 55′ 01″ est |        |
| Alexandrie, anciennes ruines et nouvelle bibliothèque                               | Alexandrie                                    | Culturel (i), (ii), (vi)                                    | 2003 | 1822 | | 31° 12′ 00″ nord, 29° 55′ 01″ est |        |
| Chaînes de montagnes                                                                | Mer-Rouge, Nouvelle-Vallée, Sinaï Nord        | Naturel (vii), (viii), (ix), (x)                            | 2003 | 1811 | 5 sites : - Gilf al-Kabir | 30° 38′ 31″ nord, 34° 02′ 38″ est 26° 58′ 48″ nord, 33° 29′ 10″ est 22° 11′ 17″ nord, 36° 22′ 16″ est 21° 55′ 01″ nord, 24° 58′ 59″ est 23° 26′ 28″ nord, 25° 50′ 24″ est                                   |        |
| Château de Nuweiba                                                                  | Sinaï Sud                                     | Culturel                                                    | 1994 | 199  | | 28° 59′ 42″ nord, 34° 39′ 04″ est |        |
| Dababiya                                                                            | Qena                                          | Naturel (viii)                                              | 2008 | 5389 | | 25° 30′ 18″ nord, 32° 31′ 41″ est |        |
| Dahab                                                                               | Sinaï Sud                                     | Culturel                                                    | 1994 | 197  | | 28° 29′ 35″ nord, 34° 30′ 18″ est |        |
| Deux citadelles du Sinaï de la période de Saladin (el-Jendi (en) et île du Pharaon) | Sinaï Sud                                     | Culturel (iv), (vi)                                         | 2003 | 1828 | Les deux citadelles font l'objet de deux autres propositions datant de 1994, mais les doublons n'ont pas été supprimés.                          | 29° 51′ 07″ nord, 33° 07′ 52″ est 29° 27′ 47″ nord, 34° 51′ 36″ est |        |
| Le Fayoum                                                                           | Fayoum                                        | Culturel                                                    | 1994 | 192  | La proposition nomme les sites de Karanis (en), Soknopaiou Nesos, Qasr Qarun, Batn el-Harit, Médinet el-Fayoum, Hawara, Médinet Mâdi et Tebtynis | 29° 27′ 11″ nord, 30° 34′ 52″ est |        |
| Forteresse d'el-Jendi (en)                                                          | Sinaï Sud                                     | Culturel                                                    | 1994 | 193  | La fortresse est incluse dans une autre proposition datant de 2003, mais le doublon n'a pas été supprimé.                                        | 29° 51′ 07″ nord, 33° 07′ 52″ est |        |
| La forteresse d'an-Nekhl, une étape sur la route du pèlerinage à La Mecque          | Sinaï Nord                                    | Culturel (iii), (iv), (vi)                                  | 2003 | 1829 | | 29° 54′ nord, 33° 45′ est |        |
| Île du Pharaon                                                                      | Sinaï Sud                                     | Culturel                                                    | 1994 | 196  | L'île est incluse dans une autre proposition datant de 2003, mais le doublon n'a pas été supprimé.                                               | 29° 27′ 47″ nord, 34° 51′ 32″ est |        |
| Minya                                                                               | Minya                                         | Culturel                                                    | 1994 | 198  | | 28° 07′ 08″ nord, 30° 44′ 38″ est |        |
| Les monastères du désert Arabique et du Ouadi Natroun                               |                                               | Culturel (ii), (iv), (v)                                    | 2003 | 1827 | 6 lieux : - Monastère des Romains (en) | 28° 55′ 26″ nord, 32° 21′ 00″ est 28° 50′ 38″ nord, 32° 32′ 38″ est 30° 17′ 31″ nord, 30° 28′ 23″ est 30° 19′ 08″ nord, 30° 21′ 36″ est 30° 19′ 05″ nord, 30° 21′ 14″ est 30° 21′ 25″ nord, 30° 16′ 23″ est |        |
| Monastère de Raithu                                                                 | Sinaï Sud                                     | Culturel                                                    | 1994 | 194  | | 28° 14′ 20″ nord, 33° 36′ 54″ est |        |
| Musée égyptien du Caire                                                             | Le Caire                                      | Culturel (iv), (vi)                                         | 2021 | 6511 | | 30° 02′ 52″ nord, 31° 13′ 59″ est |        |
| Nécropoles de Moyenne-Égypte, du Moyen Empire à la période romaine                  | Minya                                         | Culturel (ii), (iii), (vi)                                  | 2003 | 1825 | 4 sites : - Tounah el-Gebel | 27° 55′ 59″ N, 30° 52′ 59″ E 27° 45′ N, 30° 54′ E 27° 37′ 59″ N, 30° 55′ 01″ E 27° 46′ 59″ N, 30° 48′ 00″ E                                                                                                 |        |
| Nilomètre de l'île de Rodah au Caire                                                | Gizeh                                         | Culturel (i), (iv)                                          | 2003 | 1826 | | 30° 06′ nord, 31° 00′ est |        |
| Oasis de Kharga et les petites oasis du sud                                         | Nouvelle-Vallée                               | Mixte (i), (ii), (iii), (iv), (v), (vii), (viii), (ix), (x) | 2015 | 6067 | Comprend, outre Kharga, les oasis de Nabta Playa, Dunqul (en) et Kurkur                                                                          | 29° 51′ 32″ nord, 30° 15′ 07″ est 22° 09′ nord, 30° 44′ est 23° 26′ 06″ nord, 31° 36′ 58″ est 23° 53′ 13″ nord, 32° 20′ 06″ est                                                                             |        |
| Oasis du Fayoum, ruines hydrauliques et anciens paysages culturels                  | Fayoum                                        | Culturel (i), (iv), (v)                                     | 2003 | 1830 | | 29° 18′ 29″ nord, 30° 50′ 38″ est |        |
| Oasis méridionales et plus petites, le désert occidental                            | Beheira, Marsa-Matruh, Nouvelle-Vallée        | Naturel (vii), (viii), (ix), (x)                            | 2003 | 1808 | 5 sites : - Ouadi Natroun | 29° 51′ 32″ nord, 30° 15′ 07″ est 25° 30′ 50″ nord, 29° 00′ 40″ est 23° 26′ 06″ nord, 31° 36′ 58″ est 23° 53′ 13″ nord, 32° 20′ 06″ est 30° 15′ 18″ nord, 28° 55′ 52″ est 30° 23′ 24″ nord, 30° 19′ 44″ est |        |
| Observatoire d'Helwan (de)                                                          | Le Caire                                      | Mixte (ii), (vi), (vii)                                     | 2010 | 5574 | | 29° 51′ 32″ nord, 30° 15′ 07″ est |        |
| Ouadi Feiran (en)                                                                   | Sinaï Sud                                     | Culturel                                                    | 1994 | 195  | | 28° 43′ 08″ nord, 33° 37′ 12″ est |        |
| Oueds du désert                                                                     | Assouan, Mer-Rouge                            | Naturel (vii), (viii), (ix), (x)                            | 2003 | 1810 | 3 sites : - Oued Allaqi | 26° 13′ 23″ nord, 32° 44′ 13″ est 24° 21′ 07″ nord, 35° 02′ 56″ est 22° 10′ 01″ nord, 33° 40′ 01″ est |        |
| Paysages du grand désert                                                            | Beni Souef, Marsa-Matruh                      | Naturel (vii), (viii), (ix)                                 | 2003 | 1812 | 3 sites : - grotte du ouadi Sannur (en) | 30° 00′ nord, 27° 30′ est 26° 54′ nord, 26° 02′ est 28° 37′ 23″ nord, 31° 17′ 10″ est |        |
| Quartiers historiques et monuments de Rosette/Rachid                                | Beheira                                       | Culturel (ii), (iv), (v)                                    | 2003 | 1831 | | 31° 24′ 00″ nord, 30° 25′ 01″ est |        |
| Ras Mohammed                                                                        | Sinaï Sud                                     | Naturel (vii), (viii), (ix), (x)                            | 2002 | 1636 | | 27° 43′ 19″ nord, 34° 15′ 14″ est |        |
| Routes migratoires d'oiseaux                                                        | Assouan, Mer-Rouge, Gouvernorat du Sinaï Nord | Naturel (vii), (x)                                          | 2003 | 1809 | 5 sites : - Lac Nasser | 31° 11′ 24″ nord, 33° 09′ 43″ est 31° 06′ 40″ nord, 33° 28′ 41″ est 26° 58′ 48″ nord, 33° 29′ 10″ est 24° 04′ 12″ nord, 32° 52′ 30″ est 22° 25′ 01″ nord, 31° 45′ 00″ est                                   |        |
| Temple d'Hathor construit par Ramsès III                                            | Sinaï Sud                                     | Culturel                                                    | 1994 | 190  | | |        |
| Temples pharaoniques de Haute-Égypte des périodes ptolémaïque à romaine             | Assouan, Qena                                 | Culturel (iv)                                               | 2003 | 1824 | 4 sites : - Temple de Sobek et Haroëris, Kôm Ombo                                                                                                | 26° 07′ 59″ N, 32° 40′ 01″ E 25° 17′ 35″ N, 32° 33′ 22″ E 24° 58′ 41″ N, 32° 52′ 23″ E 24° 28′ 59″ N, 32° 57′ 00″ E                                                                                         |        |
| Temple de Sarabit al-Khadim                                                         | Sinaï Sud                                     | Culturel                                                    | 1994 | 187  | | 29° 02′ 13″ nord, 33° 27′ 32″ est |        |
| Zone archéologique de Dahchour                                                      | Gizeh                                         | Culturel                                                    | 1994 | 191  | | 29° 48′ 22″ nord, 31° 12′ 29″ est |        |
| Zone archéologique de Siwa                                                          | Marsa-Matruh                                  | Culturel                                                    | 1994 | 186  | | 29° 12′ nord, 25° 33′ est |        |
| Zone de sites archéologiques du Sinaï Nord                                          | Sinaï Nord                                    | Culturel                                                    | 1994 | 189  | | |        |
| Zone du Gebel Qatrani, réserve naturelle du lac Qaroun                              | Fayoum                                        | Mixte                                                       | 2003 | 1797 | | 29° 28′ 19″ nord, 30° 36′ 50″ est |        |